# Битка за Трансилвания
Битката за Трансилвания е първата мащабна операция по време на Румънската кампания от Първата световна война. Тя е опит на румънските въоръжени сили да превземат спорната област Трансилвания и евентуално да изкарат Австро-Унгария от войната. Въпреки че официално е успешна, операцията води до застой след българската атака над Добруджа и по-късно успешна немско-австро-унгарска контраатака, която кара румънците да отстъпят през Карпатите в края на ноември.

## Предпоставки
Преди войната Кралство Румъния е съюзник на Австро-Унгария. Когато войната избухва през 1914 г., Румъния се обявява за неутрална страна, защото Австро-Унгария е започнала войната и Румъния няма никакво основание да ѝ стане съюзник. В края на краищата тя се присъединява на страната на Антантата с условието, че съюза ще признае властта ѝ над Трансилвания. Областта има абсолютно румънско мнозинство, но е под австрийско управление от 17 век (от 1867 г. – Австро-Унгария). Антантата приема условията и Румъния обявява война на Австро-Унгария на 27 август 1916 г.

## Румънско настъпление (15 август – 15 септември)
През нощта на 15 август три румънски войски пресичат изключително незащитените карпатски проходи, срещайки само малка и непостоянна съпротива по границата с Австро-Унгария. Румънският план, наречен „Хипотеза Z“, се основава на бързо напредвание към стратегически важната река Муреш. Румънската армия напредва бавно, превземайки Кронщат (Брашов) на 16 август, пресичайки река Олт на 4 септември и достигайки предградията на Херманщат (Сибиу) в средата на септември. Три руски дивизии пристигат в Северна Румъния, но те страдат от недостиг на провизии и имат малко участие в боевете. По същото време България обявява война на Румъния и превзема Тутраканската крепост, а Германия и Австро-Унгария изпращат подкрепления в Трансилвания. Това кара румънското командване да изостави операцията. Една част от войската се премества от Трансилвания в южна Румъния, а друга остава там в защитно положение. Оттогава Румънската кампания придобива развой, лош за Съюзниците.

## Контранастъпление на Централните сили (18 септември – 29 ноември)
По същото време уволненият от поста началник на генералния щаб Ерих фон Фалкенхайн поема командването на Девета армия и започва контраатака срещу Румъния. На 8 септември германците разбиват румънската Първа армия край Хацег и я принуждава да отстъпи. Осем дни по-късно елитният „Алпийски корпус“ отблъсва румънска атака над Сибиу и на 4 октомври румънската Втора армия е разбита край Брашов. Четвърта армия, въпреки малкия натиск на врага, се оттегля в планините. Няколко седмици германците правят пробни атаки върху румънските защити, за да ги тестват. На 10 ноември Фалкенхайн прави основната си атака при прохода Вулкан, която донася големи загуби на Румъния. Към 26 ноември румънските защити са разбити, което позволява на немските войски да навлезнат във Влахия и да настъпват към столицата Букурещ.

## Последици
Битката завършва с катастрофа за румънците, които не успяват да се възползват от численото си превъзходство и завидна стратегическа позиция (Трансилвания е била огромна и практически незащитена територия в линиите на Антантата). Генерал Авереску, върховен главнокомандващ на Румъния, отбелязва:
| „ | Офанзивната войска, която не срещаше никакви препятствия, се придвижваше бавно, но когато трудностите се появиха, веднага отстъпихме. | “ |

Войската на Фалкенхайн си осигурява позиция, от която да атакува Букурещ от север, а Аугуст фон Макензен прави настъпление от юг, като в края на краищата югоизточна Румъния е атакувана от две страни, а армията бяга в Молдова. Румъния губи две трети от територията си, включително и столицата си.